# بوئا-میریا-رینیا
بوئا-میریا-رینیا (به فرانسوی: Bohas-Meyriat-Rignat) یک کمون در فرانسه است که در canton of Ceyzériat واقع شده‌است.

## خصوصیات
بوئا-میریا-رینیا ۲۳٫۵۱ کیلومترمربع مساحت و ۸۱۵ نفر جمعیت دارد و ۴۲۰ متر بالاتر از سطح دریا واقع شده‌است.